# ملعب أرثر أش

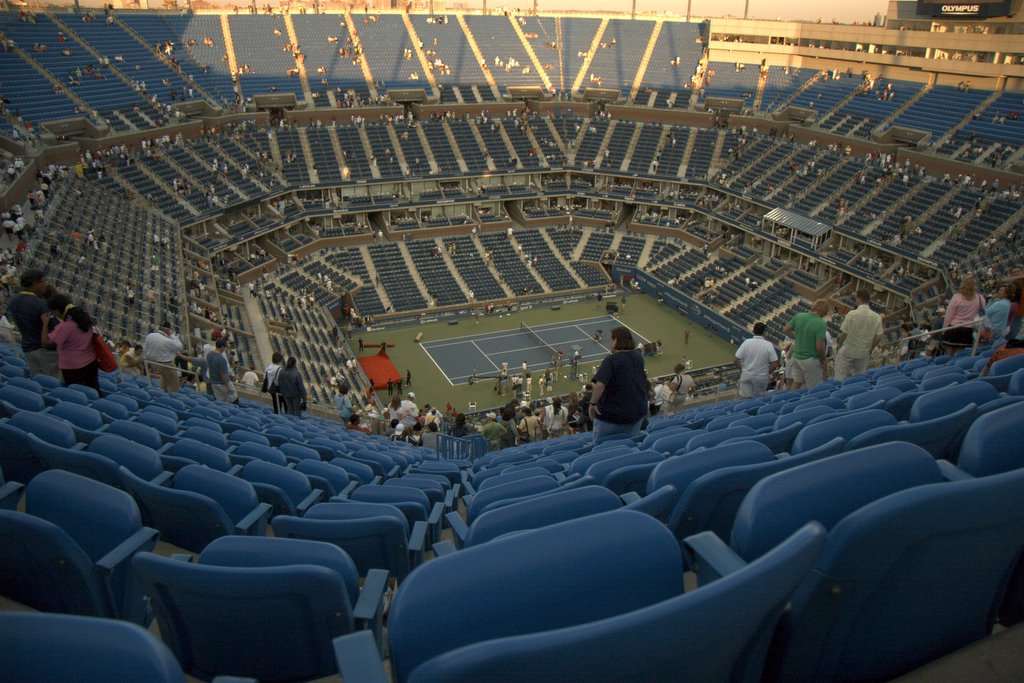
ملعب أرثر أش، بني سنة 1997

ملعب أرثر أش بالإنجليزية (Arthur Ashe Stadium)، يقع في متنزه فلاشينج ميدوس، وهو الملعب الرئيسي لبطولة أمريكا المفتوحة لكرة المضرب، وهو أكبر ملعب مخصص لكرة المضرب في العالم. الملعب أيضاً تقام فيه فعاليات يوم أرثر أش للأطفال. والملعب يتبع لمركز مركز كرة المضرب الدولي يو اس تي إيه بيلي جين كينغ في فلاشينج كوينز نيويورك. تم تسمية الملعب على اسم لاعب كرة المضرب الأمريكي من أصول أفريقية أرثر أش والذي فاز في افتتاح بطولة أمريكا المفتوحة لكرة المضرب والتي يستطيع المحترفين في المشاركة بها في سنة 1968.
تم افتتاحها في 1997 باستبدال ملعب لويس أرمسترونج بصفته الملعب الرئيسي. ملعب أرثر أش والذي كلّف 254 $ مليون ليصمم معالم 22.547 مقعد فردي و 90 جناح فخم وخمسة مطاعم وحجرتان لجلوس اللاعبين أو اللاعبون في حالة الزوجي. وبهذه المواصفات يكون أكبر ملعب خارجي لإقامة أحداث كرة المضرب في العالم. الملعب مثل الاثنان وثلاثون ساحة من الساحات في المركز، قد تم تزويده بوسادة أرضية أكريليكية من نوع ديكوتروفت (DecoTurf). يقع الملعب بالقرب من ملعب شيا وهو الملعب الرئيسي لفريق نيويورك ميتس والملعب أيضاً يتشارك مع ويلست بوينت شيا ستوديوم، وهو جزء من قطارات أنفاق نيويورك.

## وصلات خارجية
نبذة عن الملعب